# Naturcenter Herstedhøje
Naturcenter Herstedhøje er et naturcenter beliggende ved foden af Herstedhøje i Albertslund Kommune. Naturcentret indeholder café, naturudstilling, skolestue, værksted, bålhytter og bålplads.
Naturcenter Herstedhøje blev etableret i 2006.